# Kim Dotcom
Kim Schmitz, més conegut com a Kim Dotcom, (Kiel, Alemanya, 21 de gener de 1974) és un informàtic i empresari alemany i finlandès. És el fundador i antic propietari del lloc web anomenat Megaupload i de les seves pàgines web associades, que actualment es troben tancades. És també fundador del lloc web que succeeix a Megaupload, Mega, del qual és l'actual propietari.